# Mesocharis centrifuga
Mesocharis centrifuga är en fjärilsart som beskrevs av Diakonoff 1981. Mesocharis centrifuga ingår i släktet Mesocharis och familjen vecklare. Inga underarter finns listade i Catalogue of Life.